# 石津彩
石津 彩（いしづ あや、1972年2月22日 - ）は、日本の女優、声優。テアトル・エコーに所属していた。東京都出身。

## 略歴
小さい頃から学芸会などたくさんの人物の前に立って何かに表現することが好きで、小学校時代から高校時代まで演劇部で活動していた。
女子美術大学附属高等学校で油絵、水彩等絵画を学ぶ。当時は美術を専攻していたが、結果として本当にやりたかった演劇の道を選ぶ。家族も皆「ほんとうにやりたいのなら」と希望を認めてくれて応援してくれたという。「本格的に演劇をやりたい」と思い始めた時、親しい人物に相談していたところ、その人物から「きちんと劇団の養成所に入って演技の勉強をした方が良い」というアドバイスをくれたという。親切に色々な劇団を紹介してくれたが、そのうちの一つがテアトル・エコーであり、劇団員の募集に応募していたという。元々「喜劇をやりたい」という気持ちもあったため、方向性と劇団のイメージがぴったり合ったというのがテアトル・エコーを目指すきっかけになったという。同美術大学附属高等学校卒業後にテアトル・エコー付属養成所（16期生）に入り、後にテアトル・エコー所属となる。
初舞台は外部の劇団の芝居で、養成所の講師から誘われたのがきっかけで面接で決まったという。

## 人物
父は作家の磐紀一郎、近所に漫画家のすがやみつるが住んでいたことから、すがやとは幼少時から交流がある。
趣味は食玩コレクション、ぴちょんくんコレクション。特技は初段、ヘアメイク。

## 出演
太字はメインキャラクター。

### テレビアニメ
1995年
- ぼのぼの（コヒグマくん、コクジラくん）
- ロミオの青い空（ニキータ）

1996年
- 魔法少女プリティサミー（美由紀〈ミセス・ワン〉）

1998年
- MASTERキートン（アベック〈女〉）

2000年
- ワイルドアームズ トワイライトヴェノム（ジュリエッタ）

2001年
- 超GALS! 寿蘭（本多マミ）

2002年
- 十二国記（杉本優香、幼少の六太）

2003年
- 鋼の錬金術師（バリー〈女装〉）

2004年
- MONSTER（ルンゲの娘）

2008年
- 秘密 〜The Revelation〜（浅見さち絵）

### OVA
1992年
- 世界の光 親鸞聖人（鈴虫）

1996年
- 同級生2（水野友美）

### 劇場アニメ
1996年
- APO APOワールド ジャイアント馬場90分一本勝負（女の子）

### ゲーム
2003年
- 十二国記 -紅蓮の標 黄塵の路-（杉本優香）

2005年
- うるるんクエスト恋遊記（朱華）

2006年
- ラスト・エスコート〜深夜の黒蝶物語〜（西園寺絢子）
- ラスト・エスコート〜黒蝶スペシャルナイト〜（西園寺絢子）

### ドラマCD
- クラッシャーズ Knight&Ran II 〜海に眠る夢〜（2000年、水原孝）

### 吹き替え

#### 担当女優
レスリー・マン
- フィリップ、きみを愛してる!（デビー・ラッセル）
- ブルー 初めての空へ（リンダ）
- ブルー2 トロピカル・アドベンチャー（リンダ）

#### 映画
- アナコンダ3
- オーシャンズ11  - フジテレビ版
- オフロでGO!!!!! タイムマシンはジェット式
- ガリバー旅行記
- パブリック・エネミーズ（ビリー・フレシェット〈マリオン・コティヤール〉）

#### ドラマ
- ER XI 緊急救命室 #7（トリナ〈アレクサンドラ・クロスニー〉）
- ER XIV 緊急救命室 #8（マーカス・ファネカ〈ディラン・マクラフリン〉）
- エイリアス（ルネ・リエンヌ〈エロディ・ブシェーズ〉）
- NCIS 〜ネイビー犯罪捜査班
- 新ビバリーヒルズ青春白書
- パワーレンジャーシリーズ
  - パワーレンジャー（シルビア）
- ミス・マープル2 動く指（ジョアナ・バートン）
- ミス・マープル4 ポケットにライ麦を（グラディス・マーティン）

#### アニメ
- ザ・シンプソンズ（少女）
- トイ・ストーリー（アンディの友達、女）
- ドン・キホーテ（レアンドロ、女の子）

### 舞台
- ダニエルのとんだ休日（イザベル）
- リチャード三世（小エリザベス）
- ちぇんじ!（三の姫）
- ちゃんとした道（若い女）
- ブローニュの森は大騒ぎ（ニッキー）
- 影武者騒動（小四郎）

### その他
- 衛星アニメ劇場（NHK-BS2）
- こどもにんぎょう劇場「そりすべり」（ウサギ、カラス）（NHK教育）
- たっくんのオモチャ箱（たっくん〈山本拓也〉の声〈2代目〉）（NHK教育）
- コメディーお江戸でござる（NHK：出演）